# Muscle érecteur du rachis
Le muscle érecteur du rachis est un muscle pair profond du dos situé dans la gouttière vertébrale.

## Description
Le muscle érecteur du rachis est constitué de trois muscles entrelacés situés dans le bas du dos :
- le muscle ilio-costal,
- le muscle longissimus,
- le muscle épineux.

Ils naissent dans la région lombaire de la face antérieure de l'aponévrose du muscle érecteur du rachis et sont séparés les uns des autres par des septums intermusculaires.
Ils sont recouverts par le muscle dentelé postérieur et inférieur, par le muscle dentelé postérieur et supérieur et leur aponévrose intermédiaire, plus superficiellement par les muscles rhomboïdes et encore plus superficiellement par le muscle latissimus du dos et le muscle trapèze.

## Terminologie
La terminologie actuelle regroupe l'ensemble des muscles ilio-costal, longissimus du thorax et épineux sous la nomination générique des muscles érecteurs du rachis comme retenue dans la nomenclature TA2 (forme latine plurielle :extensor spinae).
Ils font partie des muscles épaxiaux.

## Fonction
La fonction commune de ces muscles est
- l'extension de la colonne vertébrale[2],
- la flexion latérale de la colonne vertébrale,
- la rotation avec en particulier le muscle longissimus pour la rotation de la tête et du cou,
- le maintien de la posture et l'absorption des chocs.

## Musculation
Les muscles érecteurs du rachis peuvent être renforcés par les exercices de musculation suivants:
- Soulevé de terre
- Hyperextension
- Good morning

## Galerie

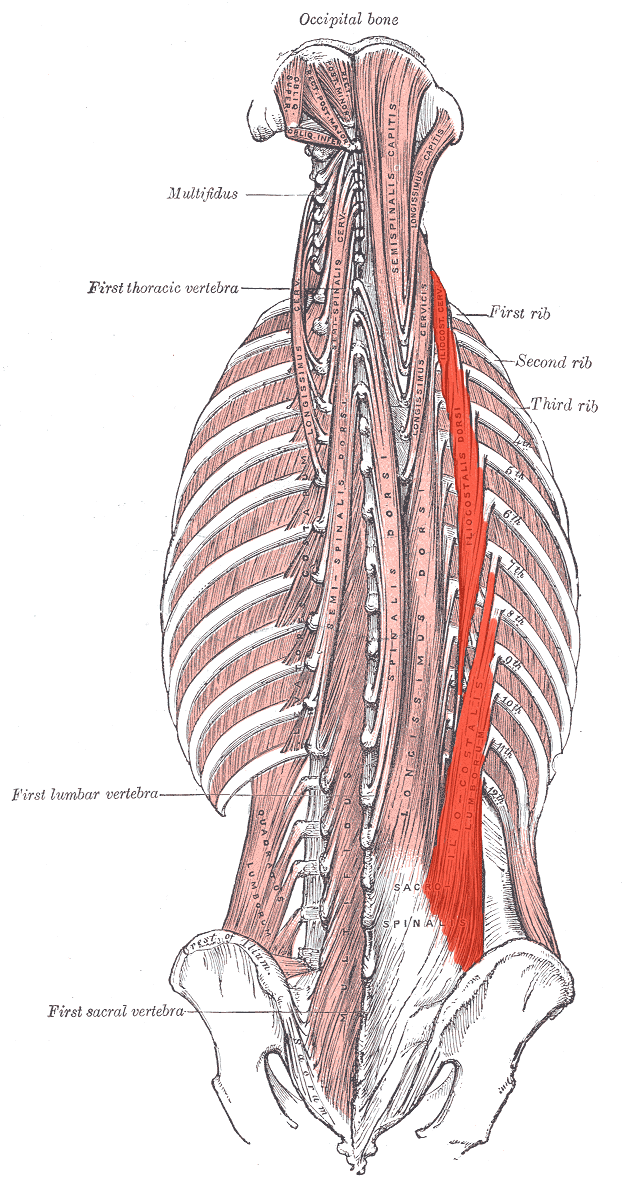
Les muscles ilio-costaux
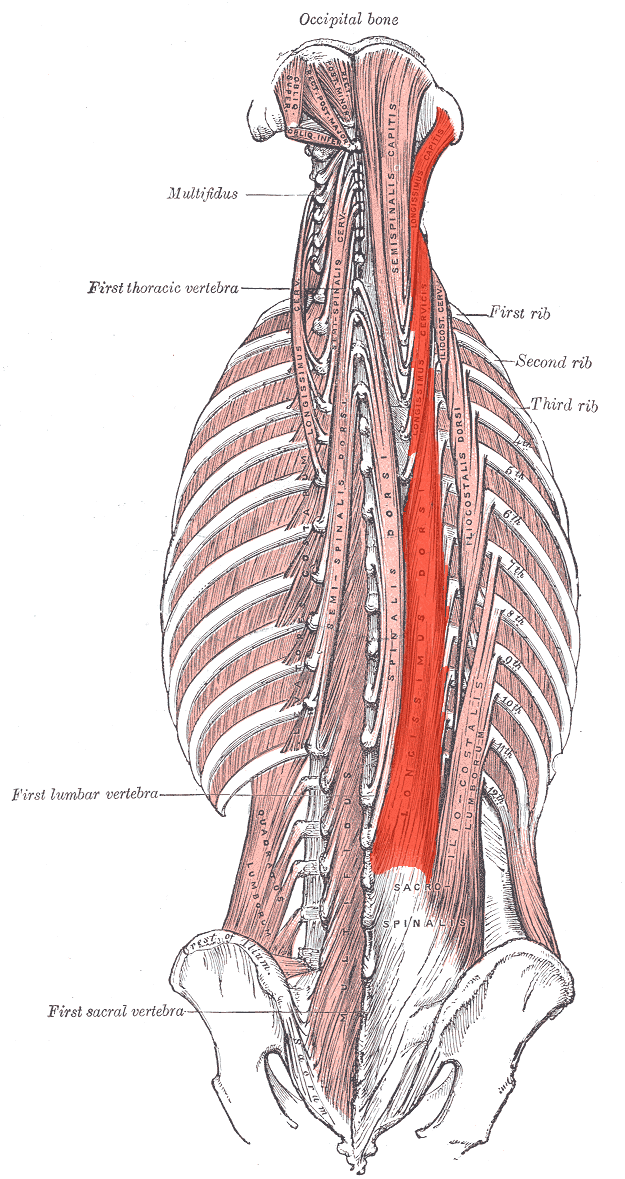
Les muscles longissimus
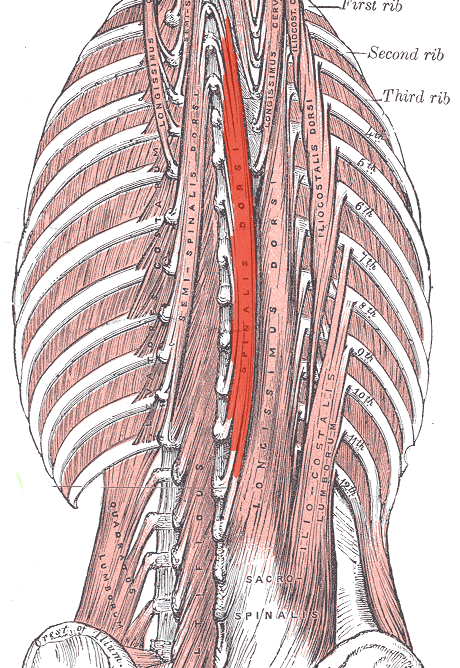
Les muscles épineux